# Olympische Sommerspiele 1988/Teilnehmer (Thailand)
| Gelbes Symbol für Goldmedaillen mit stilisierten Olympischen Ringen | Graues Symbol für Silbermedaillen mit stilisierten Olympischen Ringen | Braundes Symbol für Bronzemedaillen mit stilisierten Olympischen Ringen |
| ------------------------------------------------------------------- | --------------------------------------------------------------------- | ----------------------------------------------------------------------- |
| —                                                                   | —                                                                     | 1                                                                       |

Die thailändische Mannschaft nahm an den Olympischen Sommerspielen 1988 in der südkoreanischen Hauptstadt Seoul mit einer Delegation von 14 Athleten – zwei Frauen und zwölf Männer – an zwölf Wettkämpfen in vier Sportarten teil.

## Fahnenträger
Der Skeet-Schütze Somchai Chanthavanich führte die thailändische Olympiamannschaft bei der Eröffnungsfeier als Fahnenträger an.
Zum ersten Mal begleitete eine Schönheitskönigin die Athleten: Porntip Nakhirunkanok, Miss Universe 1988, zog während der Eröffnungsfeier mit der thailändischen Mannschaft in das Olympiastadion ein.

## Medaillengewinner
Bronze
- Phajol Moolsan, Boxen/Bantamgewicht

Mit dieser Bronzemedaille belegte Thailand Platz 46 im Medaillenspiegel.

## Teilnehmer nach Sportarten
Wenn innerhalb der Sportarten nicht anders angegeben, sind in den Wettkämpfen nur Männer angetreten.

### Boxen
Halbfliegengewicht (bis 48 kg)
- Chatchai Sasakul
  - Zweite Runde: 3:2-Sieg gegen Luis Román Rolón aus Puerto Rico
  - Dritte Runde: 5:0-Sieg gegen den Kenianer  Maurice Maina
  - Viertelfinale: 2:3-Niederlage gegen den Ungarn Róbert Isaszegi

Fliegengewicht (bis 51 kg)
- Vichai Rachanon (วิชัย ราชานนท์): 0:5-Niederlage in der ersten Runde gegen Andy Agosto aus Puerto Rico

Bantamgewicht (bis 54 kg)
- Phajol Moolsan (ผจญ มูลสัน): 3. Platz,  Bronzemedaille
  - Zweite Runde: 5:0-Sieg gegen den Australier Marcus Priaulx
  - Dritte Runde: 3:2-Sieg gegen Abraham Torres aus Venezuela
  - Viertelfinale: 5:0-Sieg gegen Nyama Altankhuyag aus der Mongolei
  - Halbfinale: RSC-1-Niederlage gegen den US-Amerikaner Kennedy McKinney

Federgewicht (bis 57 kg)
- Wanchai Pongsri
  - Erste Runde: RSC-1-Sieg gegen Ali Mohamed Jaffer aus dem Jemen
  - Zweite Runde: 5:0-Sieg gegen Esteban Flores aus Puerto Rico
  - Dritte Runde: 2:3-Niederlage gegen den Rumänen Daniel Dumitrescu

Leichtgewicht (bis 60 kg)
- Phat Hongram
  - Zweite Runde: RSC-2-Sieg gegen Asif Dar aus Kanada
  - Dritte Runde: 1:4-Niederlage gegen den Briten Charles Kane

Halbweltergewicht (bis 63,5 kg)
- Pravit Suwanichit: 2:3-Niederlage in der ersten Runde gegen Sodnom Altansukh aus der Mongolei

### Leichtathletik
100 m Männer
- Visut Watanasin (วิสุทธิ์ วัฒนสิน): mit 10,88 s (Platz 7 im neunten Vorlauf) nicht für das Viertelfinale qualifiziert

4 × 100 m Männer
- Supas Tiprod, Visut Watanasin, Anuwat Sermsiri und Chainarong Wangganont: mit 40,57 s (Platz 5 im dritten Vorlauf) nicht für das Halbfinale qualifiziert

### Schießen
Frauen
KK-Sportgewehr Dreistellungskampf
- Thiranun Jinda: Platz 34 - 561 Ringe (194+176+191)

Luftpistole 10 m
- Rumpai Yamfang: Platz 12 - 581 Ringe (289+292)

Männer
Skeet
- Somchai Chanthavanich: mit 138 Punkten (Platz 50 in der Qualifikationsrunde) nicht für das Halbfinale qualifiziert

### Segeln
Windsurfen (Lechner A-390)
- Anan Hohsuwan: Platz 25 - 178 Punkte